# Андро, Фёдор Александрович
Фёдор Алекса́ндрович Андро́ (Теодо́р Андро́ де Ланжеро́н, рус. дореф. Ѳедоръ Александровичъ Андро, фр. Teodor Andrault de Langeron; 16 [28] марта 1804, Брест-Литовский, Гродненская губерния — 7 [19] июля 1885, Варшава) — русский государственный деятель французского происхождения, сенатор, тайный советник (1861); президент Варшавы в 1847—1862 годах.

## Биография
Внебрачный сын новороссийского генерал-губернатора графа Александра Фёдоровича Ланжерона от Анжелики Дзержановской; 2 февраля 1821 года приказом короля Франции возведен в дворянское достоинство.
В 1821 году был выпущен из Ришельевского лицея с чином XIV класса.
В службу вступил 27 февраля 1823 года, полковник лейб-гвардии Гусарского полка. 2 марта 1840 года принял русское подданство в связи с женитьбой. В 1842 году был определен чиновником особых поручений при польском наместнике графе Паскевиче-Эриванском. С 10 ноября 1847 года до февраля 1862 года был президентом Варшавы. За годы его управления в городе был построен водопровод Г. Маркони, на улицы проведено газовое освещение. 28 июля 1861 года произведён в тайные советники и назначен сенатором, присутствующим в варшавских департаментах Сената, а по упразднении последних был оставлен неприсутствующим сенатором.
В 1850 году Анна Алексеевна Андро обращалась к императору Николаю I с прошением о дозволении её мужу пользоваться графским титулом и фамилией своего отца, однако соответствующие бумаги, собранные ею во Франции и представленные министру юстиции, были признаны недостаточными.
Умер в Варшаве 19 июля 1885 года; 22 июля был похоронен на Повонзках.

## Награды
- Польский знак военного достоинства (1832)
- Орден Святой Анны 2-й степени с императорской короной (1835)
- Орден Святого Владимира 3-й степени (1854)
- Орден Святого Станислава 1-й степени (1856)
- Табакерка, украшенная бриллиантами, с вензелем Е. И. В. (1864)
- Орден Святой Анны 1-й степени (1874)
- Медаль «За взятие приступом Варшавы»
- медаль «В память войны 1828—1829»
- Медаль «В память войны 1853—1856»
- Медаль «За усмирение польского мятежа»
- Знак отличия беспорочной службы за XXX лет (1856)

Иностранные:
- гессен-дармштадтский орден, командорский крест 1-го класса (1836)

## Семья

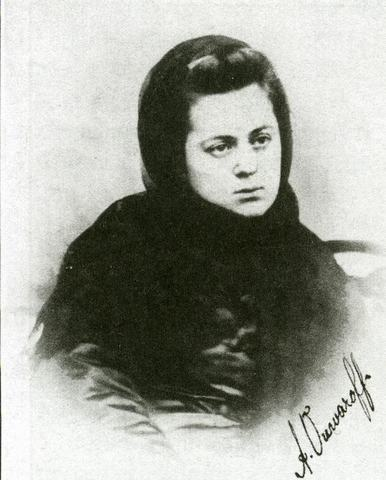
Антонина Войде

С 16 февраля 1840 года был женат на Анне Алексеевне Олениной (1808—1888), фрейлине двора, дочери члена Государственного совета А. Н. Оленина. Их дети:
- Александра (1842—1910), в замужестве Гарбинская, затем Малковская.
- Софья (1844—1920), жена генерал-лейтенанта барона Н. А. Сталь фон Гольштейна. Их дочь Ольга (1869—1938), была замужем за Н. А. Звегинцовым.
- Фёдор (1845—1899), воспитанник Пажеского корпуса (1865), участник русско-турецкой войны 1877—1878 годов, полковник, командир 5-го Донского казачьего полка. Был женат на Татьяне Дмитриевне Романовой (1846—1870). По словам А. В. Маркова-Виноградского[4], «избалованный с детства Фёдор Андро, будучи болен дурной болезнью, женился было на доброй Тане Романовой, заразил её, и, она бедная, умерла при первых родах, оставив после своей короткой жизни прелестного Митю». Их сын Дмитрий Андро воспитывался у бабушки А. С. Романовой в Митине, враждебно настроенной к зятю, и виделся с отцом тайно. Впоследствии женился вторично на Софье Николаевне Шидловской.
- Антонина (1847—1918)[5], фрейлина, была замужем за волынским помещиком А. А. Уваровым, затем за генералом К. М. Войде.